# Dinopsyllus dirus
Dinopsyllus dirus är en loppart som beskrevs av Smit 1959. Dinopsyllus dirus ingår i släktet Dinopsyllus och familjen mullvadsloppor. Inga underarter finns listade i Catalogue of Life.